# Metal gótico
Metal gótico (conhecido pelo anglicismo — gothic metal ou goth metal) é um gênero de fusão que combina a agressividade do heavy metal com as atmosferas sombrias do rock gótico (gothic rock). A música do gothic metal é diversa, com bandas conhecidas por adotar a abordagem gótica em diferentes estilos de heavy metal.
O termo "gothic metal" surgiu no início da década de 1990 na Europa, originalmente como uma excrescência do death/doom, a fusão do death metal com doom metal. O doom metal já possuía uma atmosfera que evocava um clima sombrio e apavorante, a sua fundição com o death metal o deixou ainda mais agressivo. As bandas que possuíam estas características no final da década de 1980 e início da década 1990 começaram a incorporar elementos mais dramáticos e sombrios do rock gótico britânico do final da década de 1970 e início da década seguinte. Isso se intensificou com o lançamento do álbum Gothic da banda de death/doom inglesa Paradise Lost, lançado em 1991. A partir do título deste álbum, o termo "gothic metal" foi cunhado a bandas posteriores que seguiam um estilo semelhante ao de Gothic, ou que combinavam o death/doom com atmosferas sombrias. No final da década de 1990, a música do gothic metal se diversificou em vários outros estilos e o termo "gótico" associado ao metal foi acatado pela mídia.
O termo "gothic metal" em si é frequentemente usado para descrever bandas de heavy metal com temáticas sombrias ou vitorianas, vocais femininos sopranos ou bandas de heavy metal com abordagens e estéticas consideradas dentro das características do gótico. As letras do estilo geralmente são épicas, obscuras ou introspectivas. As características gerais do estilo são descritas como pesado, atmosférico, lento, romântico, dramático, melancólico ou medieval, com inspirações na ficção gótica, fantasia, romantismo, feminino, vampirismo, erotismo ou experiencias pessoais.
Pioneiros do gothic metal (embora as bandas em si negassem associações com o gênero) incluem Celtic Frost (1984) da Suíça, Paradise Lost (1988), My Dying Bride (1990) e Anathema (1990) do norte da Inglaterra. Outros grupos pioneiros em misturar elementos góticos ao metal na primeira metade dos anos 1990 includem Type O Negative (1989) dos Estados Unidos, Tiamat (1988) da Suécia, e The Gathering (1989) dos Países Baixos.
Os noruegueses do Theatre of Tragedy e Tristania desenvolveram a estética "a bela e a fera" combinando vocais agressivos masculinos com vocais limpos femininos, um contraste que foi adotado por muitos grupos de gothic metal.
Durante o meio desta década, Moonspell, Theatres des Vampires e Cradle of Filth trouxeram a bordagem gótica para o black metal.
No fim da década, uma variante de metal sinfônico do gothic metal foi desenvolvida por Tristania, Penumbra e Within Temptation.
No século XXI, o gothic metal chegou ao mainstream na Europa, particularmente na Finlândia, onde grupos como Entwine, HIM, Lullacry e Poisonblack lançaram hits ou álbuns número-um nas paradas. Nos Estados Unidos, contudo, algumas bandas como Type O Negative, Lacuna Coil, Evanescence e Cradle of Filth obtiveram um grande grau de sucesso comercial.

## Etimologia
O termo  gothic entrou no heavy metal com o lançamento do álbum Gothic da banda inglesa Paradise Lost em 1991. Desde então, os fãs têm frequentemente entrado em desacordo sobre "quais bandas são, ou quais definitivamente não são autenticamente góticas". Alguns músicos tem disputado o rotulo de gótico associado aos seus grupos, incluindo Rozz Williams do Christian Death e Andrew Eldritch do The Sisters of Mercy. No subgênero do gothic metal, membros de bandas como After Forever, HIM e Nightwish tem minimizado ou rejeitado o rótulo "gótico" em sua música.

## Características
O gothic metal é considerado um gênero musical bastante amplo gerando diversas discussões sobre o que é necessário para uma banda ser considerada do estilo. Alguns pontos comuns entre estas bandas podem ser citados abaixo:

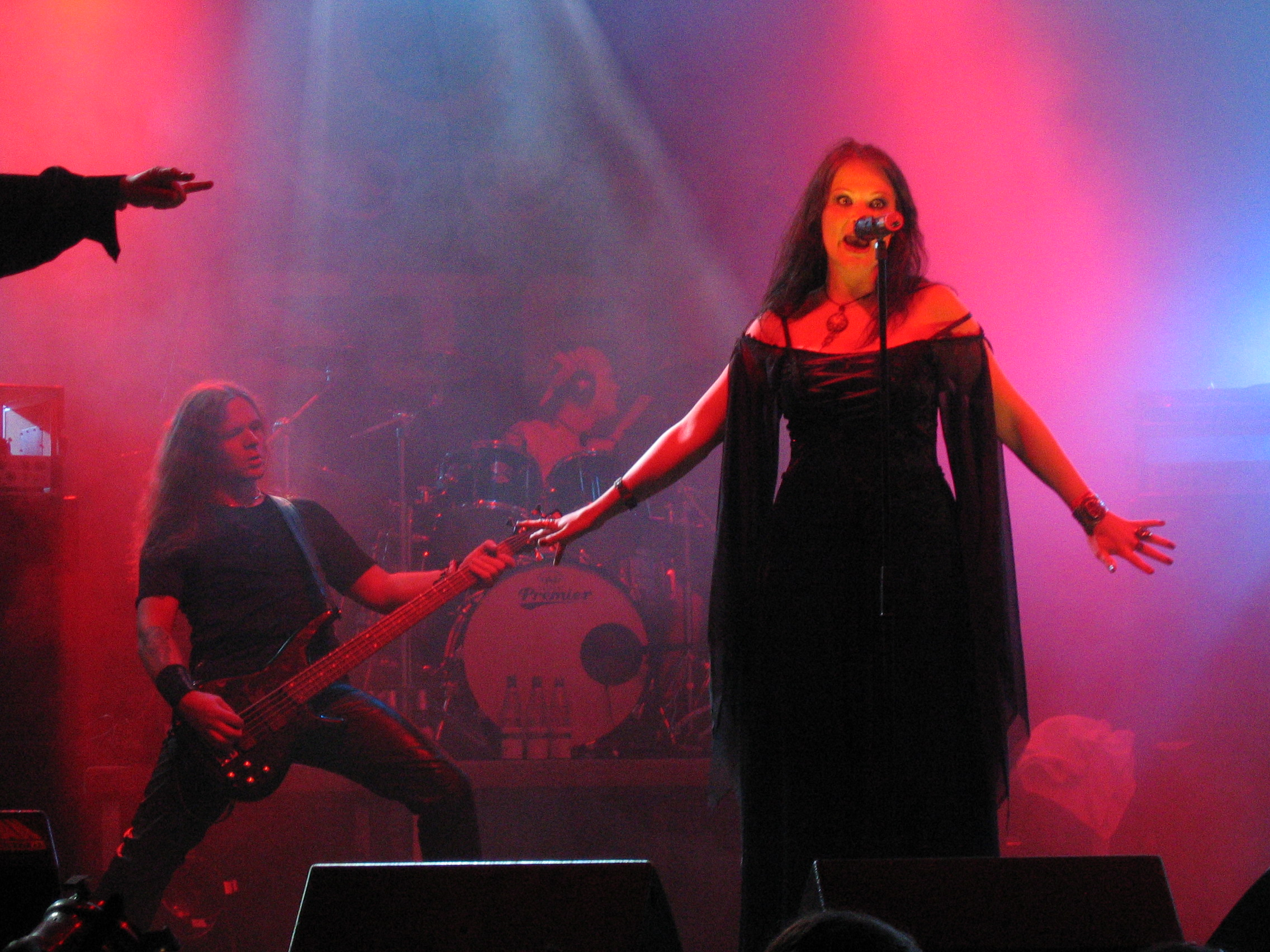
Banda de gothic metal Tristania.

- A afinação dos instrumentos de corda tende a ser mais grave que o normal (E); variam entre D (Tiamat,[11] Paradise Lost[12]), C# (My Dying Bride[13]), ou até B (Type O Negative[14]).
- Os teclados tem um papel de destaque neste estilo, auxiliando na criação da atmosfera e clima das canções. Os teclados são utilizados para simular outros instrumentos em sua maioria de sopro ou de cordas.
- As características dos vocais é a personalidade feminina, mas algumas bandas, como a pioneira Paradise Lost, possui vocais masculinos. Os vocais masculinos podem ser tanto de um tenor ou barítono quanto guturais. Já os vocais femininos tendem a ser agudos, também guturais e operísticos (geralmente soprano), por vezes cantados em um tom regular com vários efeitos de reverberação. Nos backing vocals temos a utilização de coros e de canto gregoriano.
- A atmosfera das canções de gothic metal é sombria, porém sem a lentidão do doom metal (Exceto o Type O Negative) ou a virtuose do symphonic metal e do power metal (Estilos musicais às vezes associados ao gothic metal, por causa de bandas como Nightwish e After Forever que costumam mesclar a temática gótica às suas composições).

### Variações do gótico dentro do metal
Desde a década de 1990 o gothic metal se tornou um gênero variado, com bandas de metal gótico seguindo muitas direções diferentes, fundindo a atmosfera sombria e gótica aos mais variados estilos e subgêneros dentro do heavy metal, de "variações lentas e pesadas" a "orquestrais, sinfônicas e melancólicas". A experiência do death/doom metal dos pioneiros como Anathema, Paradise Lost e My Dying Bride foi tomada por grupos como Artrosis, Ava Inferi e Draconian, do black metal de Cradle of Filth, Theatres des Vampires e do início da carreira de Moonspell e em bandas subsequentes como Graveworm, Drastique e Samsas Traum, enquanto também no metal sinfônico de Tristania e Within Temptation pode ser encontrado em outros grupos como Epica, Sirenia e After Forever. Outras observações do gótico dentro do metal incluem o black metal sinfônico de Trail of Tears, o folk metal de Midnattsol, o metal industrial de Deathstars, Gothminister e Neon Synthesis, o metal alternativo e nu metal de Evanescence, Lacuna Coil, We Are the Fallen e Mushroomhead, o doom metal e heavy metal de Type O Negative e o metalcore de Motionless in White.

## Temática

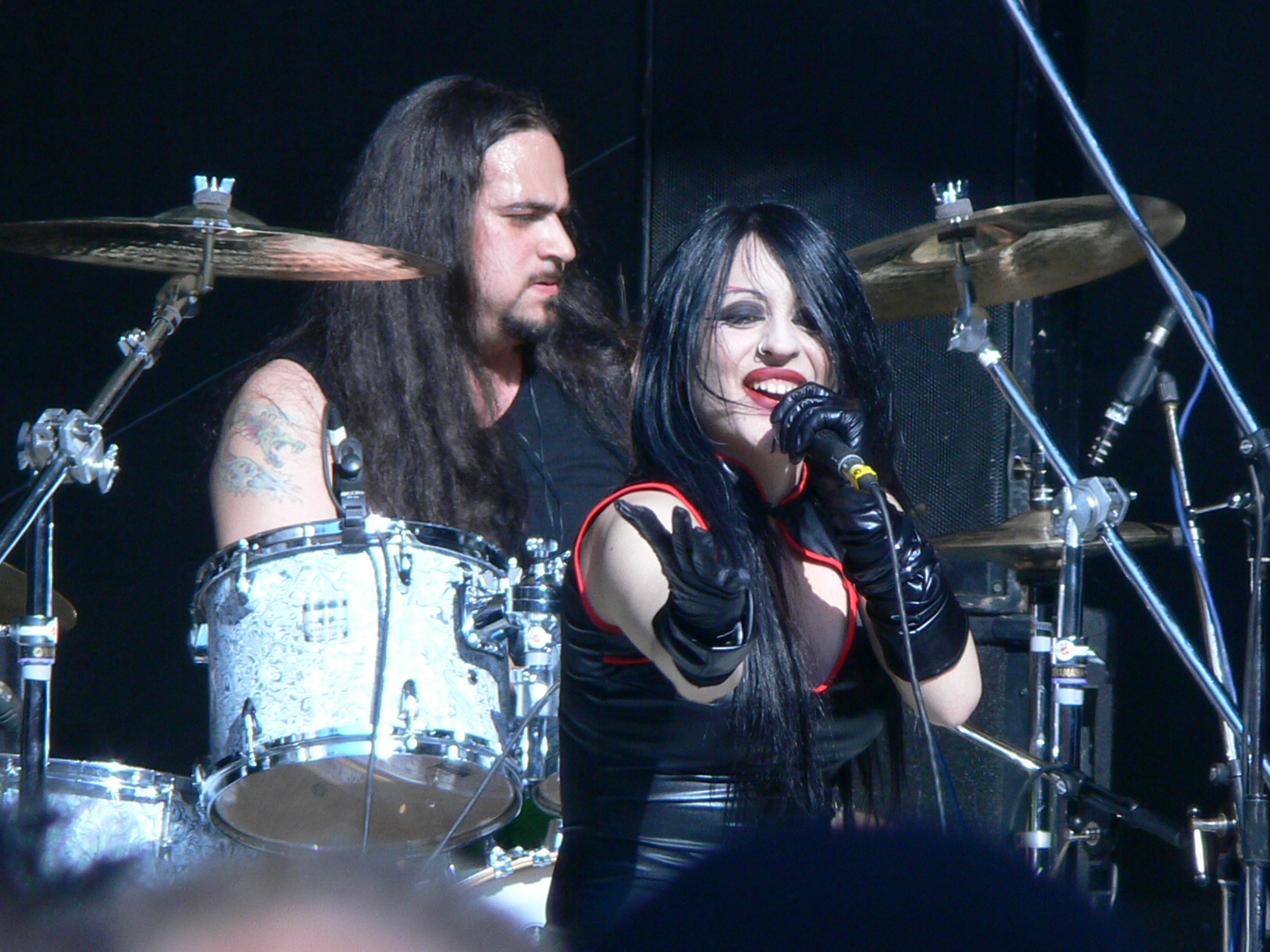
A banda italiana de gothic metal Theatres des Vampires manifesta um profundo interesse no mito do vampiro, um tema comum da ficção de terror gótico.

As letras do gothic metal abordam alegoricamente temas de escolas literárias tradicionais do século XIX como o Ultra-romantismo e o Simbolismo incluindo críticas à religião, horror, tragédias e romances, histórias de fantasia e ficção científica, releituras mitológicas e temas medievais. Estas duas últimas características são notadas em diversas bandas de gothic metal, porém, não são essenciais.
O metal gótico é permeado pelo lado escatológico do imaginário judaico-cristão. Alguns exemplos:
- A banda inglesa Paradise Lost tirou seu nome do poema épico de John Milton, O Paraíso Perdido (1667), onde Lúcifer é tratado como uma figura trágica.
- Os suecos do Tiamat tiraram seu nome de uma divindade suméria, uma "serpente do abismo" que luta com Deus no momento da criação do mundo.
- a Música "The Profit of Doom" de Type O Negative é baseado no livro do Apocalipse

## Precursores
Os primórdios do gothic metal já podem ser vistos em quatro bandas dos anos 1980.

### Christian Death
O gênero death rock, através de bandas como Christian Death, teve grande influência no que seria futuramente o gothic metal, mas esta influência parece vir dos últimos trabalhos da banda com Valor Kand, que considerava o estilo da banda como um tipo de heavy metal diferentemente da formação original da banda com Rozz Williams, época na qual a banda possuía grande influencia do punk rock e glam rock.
Apesar de Rozz Williams nunca ter negado suas raízes hard rock – especificamente o Kiss e Alice Cooper – com a saída dele o Christian Death tendeu visivelmente ao heavy metal. Um exemplo disso é Born in a Womb, Died in a Tomb, faixa de abertura do álbum All the Hate (1989); essa música têm alguns elementos bem explícitos do thrash metal.
Apesar de sua fusão pioneira entre metal e rock gótico, a música do Christian Death não transcendeu o círculo composto pelos fãs de death rock. A oportunidade disso acontecer veio quando a Century Media quis lançar o seu disco duplo ao vivo deles, o Amen (1995); essa oportunidade veio água abaixo quando a Century Media descobriu que a banda tinha pêgo a arte da capa sem a devida autorização, forçando a gravadora a retirar o disco do mercado.

### Fields of the Nephilim
Fields of the Nephilim lançou apenas três álbuns de estúdio antes de sua dissolução inicial em 1991. Eles reformaram, lançaram mais álbuns e foram reconhecidos por sua influência no "excesso de bandas de metal" no início do século 21 "que incorporaram elementos óbvios do gótico em seu som, especialmente detectado em sua apreciação de sons sinfônicos e de teclado (bem como seu senso de moda e o vocal gutural do vocalista Carl McCoy)".

### Samhain
Temos também o caso Glenn Danzig, então ex-vocalista do The Misfits. Danzig continuou sua empreitada musical montando o Samhain, que aproximava o horror punk de sua ex-banda com o heavy metal. O gothic metal também pode ser visto aqui em suas formas embriônicas, apesar do Samhain exibir um humor macabro discrepante com a "seriedade" dos seus equivalentes europeus. Assim como o Christian Death, a música do Samhain teve pouca repercussão sobre o gothic metal contemporâneo. Apesar disso, algumas bandas de Black Metal gravarem covers da banda (como o Marduk e o Cradle of Filth).

### Celtic Frost
Os suíços do Celtic Frost foram de fundamental importância para o desenvolvimento do gothic metal europeu. O grupo é uma influência assumida do My Dying Bride, Katatonia, Paradise Lost, Moonspell, Tiamat, The Gathering e muitos outros que ajudaram a moldar o estilo para o que ele é hoje.
O Celtic Frost foi um grande pioneiro dentro do metal extremo, porque:
- Eles não tinham a mesma obsessão por velocidade que era característica de seus contemporâneos (Slayer, p. ex.). Preferiam compor músicas mais lentas, que pudessem exibir mais variedade.
- O grupo usava frequentemente elementos de música erudita nas suas composições: vocais em falsete, tímpanos, cordas e metais.
- A banda fazia experimentos com a música ambiente. Dois exemplos: "Danse Macabre", do EP Morbid Tales (1984) e "Tears in a Prophet’s Dream", do álbum To Mega Therion (1985).
- Tom Warrior (vocalista e guitarrista) foi um dos primeiros – senão o primeiro – a intercalar vocais "brutais" com uma voz "gótica", mais suave (porém sombria). A faixa "Mesmerized" do Into the Pandemonium (1987) é um exemplo disso.

## História

O estilo de guitarra lento e "sujo" de Tony Iommi e a atmosfera sombria do primeiro álbum autointitulado e Master of Reality de Black Sabbath foram grandes influências para o doom metal e sua ramificação death/doom, mais tarde servindo de influências para o gothic metal no final da década de 1980 e início da década seguinte.

O álbum de estreia homônimo de Black Sabbath de 1970 é tido como "o primeiro registro de goth metal". O autor Gavin Baddeley observa que a faixa-título do álbum "descreve um rito satânico, sombrio e completo com chuva forte e efeitos sonoros de sinos, enquanto a capa se concentra em uma garota de aparência espectral e capa preta em um cemitério, atingida por um doente filtro ocre pálido". Outros comentaristas descreveram o Black Sabbath como o "protótipo gótico pesado absoluto". A banda surgiu em 1968 no final da chuva de paz e amor da onda hippie. Seus integrantes vestiam jaqueta preta, usavam crucifixos e ankhs em fotos promocionais. Black Sabbath explorou o lado mais oculto, pertubador e pesado do rock, dando origem a um gênero inteiro que se tornaria popular pelas gerações seguintes. Seu vocalista na época, Ozzy Osbourne, ficou conhecido pelo apelido "Príncipe das Trevas", o que reforçou ainda mais a imagem sombria da banda. Muitas das primeiras bandas de metal gótico tiveram grande influência do Black Sabbath. Os críticos também observaram que separando a música da banda "de suas conotações metálicas pesadas", um "poderia separar um álbum gótico matador de seus primeiros cinco LPs, com todos os pontos de referência e requisitos futuros intactos".
No entanto, a banda que é considerada pioneira no surgimento do gothic metal em si foram os suíços do Celtic Frost, eles foram a primeira banda de metal extremo a inserir vocal feminino em suas músicas em um trecho da faixa "Return to the Eve" do álbum Morbid Tales, algo inédito em uma banda de metal da época. Mas foi em seu lançamento seguinte, To Mega Therion que a banda mostrou ao mundo as características que se tornariam as marcas do gênero. O álbum era brutal e também sombrio, era um death/black orquestrado e sinfônico. O som dos metais trazia a atmosfera dramática que o grupo buscava (a bombástica introdução "Innocence and Wrath" é um bom exemplo) e o álbum contava ainda com a presença de vocais femininos operísticos em faixas como "The Usurper" e "Necromantical Screams" que anos mais tarde ficariam conhecidos como "bela e a fera" e se tornaria a característica mais marcante do gênero. Em seu sucessor Into The Pandemonium a banda assumiu de vez suas influências da música gótica, com um cover da banda  Wall of Voodoo, e muitas faixas Thomas Gabriel Warrior deixava de lado o seu poderoso gutural para assumir uma voz limpa, porém sombria em faixas como "Mesmerized", "Sorrows of the Moon". Todas essas características foram usadas pela trindade de peaceville (Paradise Lost, Anathema e My Dying Bride) e depois pelas mais diversas bandas que incorporaram elementos sinfônicos em contraste com a brutalidade de suas músicas como: Tristania, Penumbra, Theatre of Tragedy, Trail of Tears, Moonspell e etc.

### Europa
Na Inglaterra o trio do Northern Doom aperfeiçoou em suas músicas as características apresentadas pelo celtic frost . O passo inicial foi dado pelo Paradise Lost, no seu paradigmático Gothic (1991). Ainda com a sonoridade doom / death metal do primeiro disco (Lost Paradise, 1990), a banda no entanto se aventura bem além dos limites estreitos do metal extremo da época. Assim como o Celtic Frost o Paradise Lost incorpora vocais "líricos", tímpanos e arranjos orquestrais (emitidos através de um sintetizador). Ele também cria dois elementos que compoem a formula básica do gothic metal:

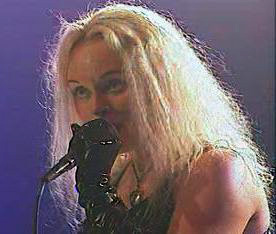
Liv Kristine, vocalista lírica do Theatre of Tragedy, banda conhecida pelo termo "A Bela e a Fera".

- Uma guitarra "base" fazendo power chords enquanto uma outra faz fraseados "melódicos" repetitivos, nas cordas mais agudas;
- As guitarras tocando riffs num intervalo (música) de 5º ou 6º nas cordas mais graves.

Depois de gothic explodiram bandas de doom / death metal pela Europa inteira, entre 1992-1994. Muitas delas iriam mais tarde fazer parte da 2º geração do goth metal: Amorphis,Crematory, Cemetery e Theatre of Tragedy, entre outros. Algumas chegaram nesse mesmo caminho independente do Paradise Lost, como foi o caso do Tiamat e o My Dying Bride.

### Os primeiros discos de gothic metal
O primeiro disco de gothic metal - apesar do termo ainda não ter sido cunhado - foi Icon (1993), do Paradise Lost. A banda simplificou suas músicas e se livrou dos riffs de death metal e dos andamentos lúgubres do doom metal. Nick Holmes também substituiu o seu vocal gutural por um timbre de voz bem parecido com o de James Hetfield (Metallica).
No mesmo ano é lançado Serenades do Anathema. Apesar de musicalmente situado dentro do death/doom metal, não tendo, assim, nada do que hoje é considerado gothic metal, o álbum tinha uma faixa, "Sleepless", um meio termo entre The Cure e Metallica que viria a ser, diretamente ou indiretamente, um modelo a ser seguido no emergente gothic metal.
Por último temos o Wildhoney (1994), do Tiamat. Considerado inclassificável quando lançado (não parecia com nada do underground metállico da época), o disco criou um novo precedente no mundo do metal. Wildhoney juntou mundos díspares - Slayer com Pink Floyd, p. ex. - e acabou sendo um dos álbuns que definiu o gothic metal. Seu clima melancólico, seus experimentalismos floydianos e alternância de Edlund entre seu vocal gutural e seu vocal mais "cantado" ainda servem de referência até hoje para muitas bandas de gothic metal.

## Chegada aomainstream

### Type O Negative

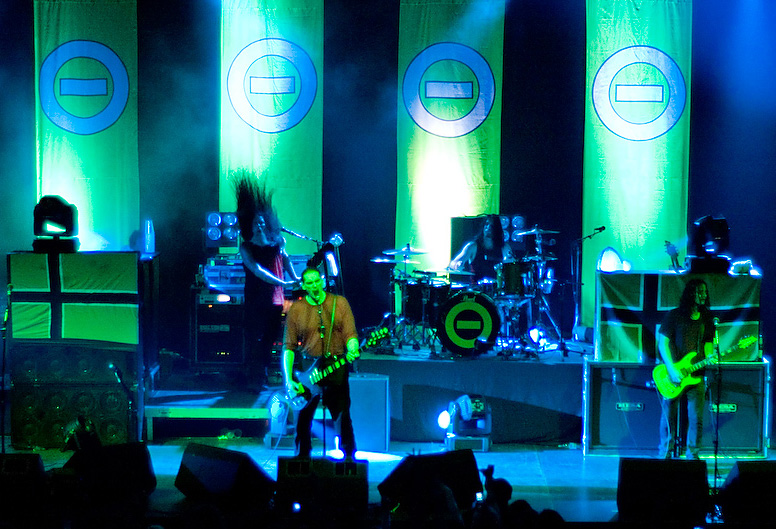
Type O Negative, pioneiro do gothic metal nos Estados Unidos

O primeiro "disco de sucesso" do gênero foi o Bloody Kisses (1993), do Type O Negative. O disco em questão tinha uma versatilidade e apelo "mainstream" muito superior ao dos seus contemporâneos europeus. Bloody Kisses deu várias oportunidades à banda: foram incluídos no tributo ao Black Sabbath (Nativity In Black, 1994) e fizeram turnês ao lado do Danzig, Pantera, Nine Inch Nails e Mötley Crüe. O TON também teve uma música sua incluída na trilha do filme Mortal Kombat (1995), um disco de platina nos Estados Unidos.
Cabe dizer que até hoje já foram vendidas mais de um milhão de cópias de Bloody Kisses só nos Estados Unidos. A banda também conseguiu um disco de ouro por October Rust (1996).

### Paradise Lost
O Bloody Kisses europeu foi Draconian Times (1995), do Paradise Lost. Nesse época a banda já tinha conseguido vender mundialmente 1 milhão discos, um marco na história do metal underground só alcançado depois pelo Cannibal Corpse e Cradle of Filth.
Dez anos depois, o Paradise Lost conseguiu dobrar essa marca – mesmo sem nunca ter conseguido um só disco de ouro ou platina. Há também rumores persistentes de que disco Icon (1993) teria ultrapassado as vendas do álbum hômonimo do Metallica na Alemanha, porém não foi confirmado.

## Críticas
Uma grande controvérsia do gothic metal contemporâneo é o fato de que seus grupos mais bem-sucedidos são vistos como clichês e o estilo geralmente possui alguma desaprovação ou negação por parte da subcultura gótica. O motivo vêm de uma provável visão midiática e estereotipada do gothic metal – um censo de moda de certas bandas de metal com vocalistas femininas e floreios neoclássicos. Essa generalização acaba englobando bandas de metal sinfônico como Nightwish, Epica e After Forever.

#### Nightwish
Numa entrevista cedida ao site espanhol Hall of Metal, Tuomas Holopainen (Tecladista e líder do Nightwish) disse o seguinte a respeito do termo "gótico" ao som da banda:
| “ | Eu não considero o Nightwish uma banda de metal gótico. Esse estilo musical é característico do Paradise Lost, Type O Negative ou Lacrimosa no começo de suas carreiras. Talvez pudéssemos ser gothic metal pelo conteúdo de nossas letras, mas mesmo assim eu penso que não temos nada a ver com o estilo. | ” |

Numa outra entrevista Holopainen afirma que o Nightwish é "heavy metal melódico com uma voz feminina". A banda na realidade enquadra-se no symhonic/power metal. Até as influências do Nightwish são distintas da maioria dos grupos de gothic metal: Stratovarius, Megadeth e as trilhas sonoras de Hans Zimmer, Danny Elfman, James Horner e Michael Nyman.
Bandas semelhantes ao Nightwish, tal como Epica e After Forever pertencem ao virtuoso symphonic metal, ainda que certas canções lembrem o gothic metal por um eventual clima sombrio e temas líricos românticos.

### Relação com a subcultura gótica
Alguns góticos negam o metal gótico como componente da subcultura gótica, pelo fato desse estilo estar mais ligado ao metal e a cultura headbanger. A música do heavy metal é percebida por alguns seguidores da subcultura gótica como a "antítese machista crassa e crua de tudo o que sua música representa" – o gênero do heavy metal é estereotipadamente associado a agressão e "masculinidade". Ao ponto de vista de alguns adeptos, a cultura que envolve o heavy metal possui valores e comportamentos que são distintos ou até incompatíveis com aqueles apresentados na subcultura gótica. Argumentam também que o fato de algumas bandas serem introduzidas à mídia muito facilmente tende por acabar classificando toda banda que tenha vocais femininos e instrumentos sinfônicos como uma banda gótica.